# Carcinus aestuarii

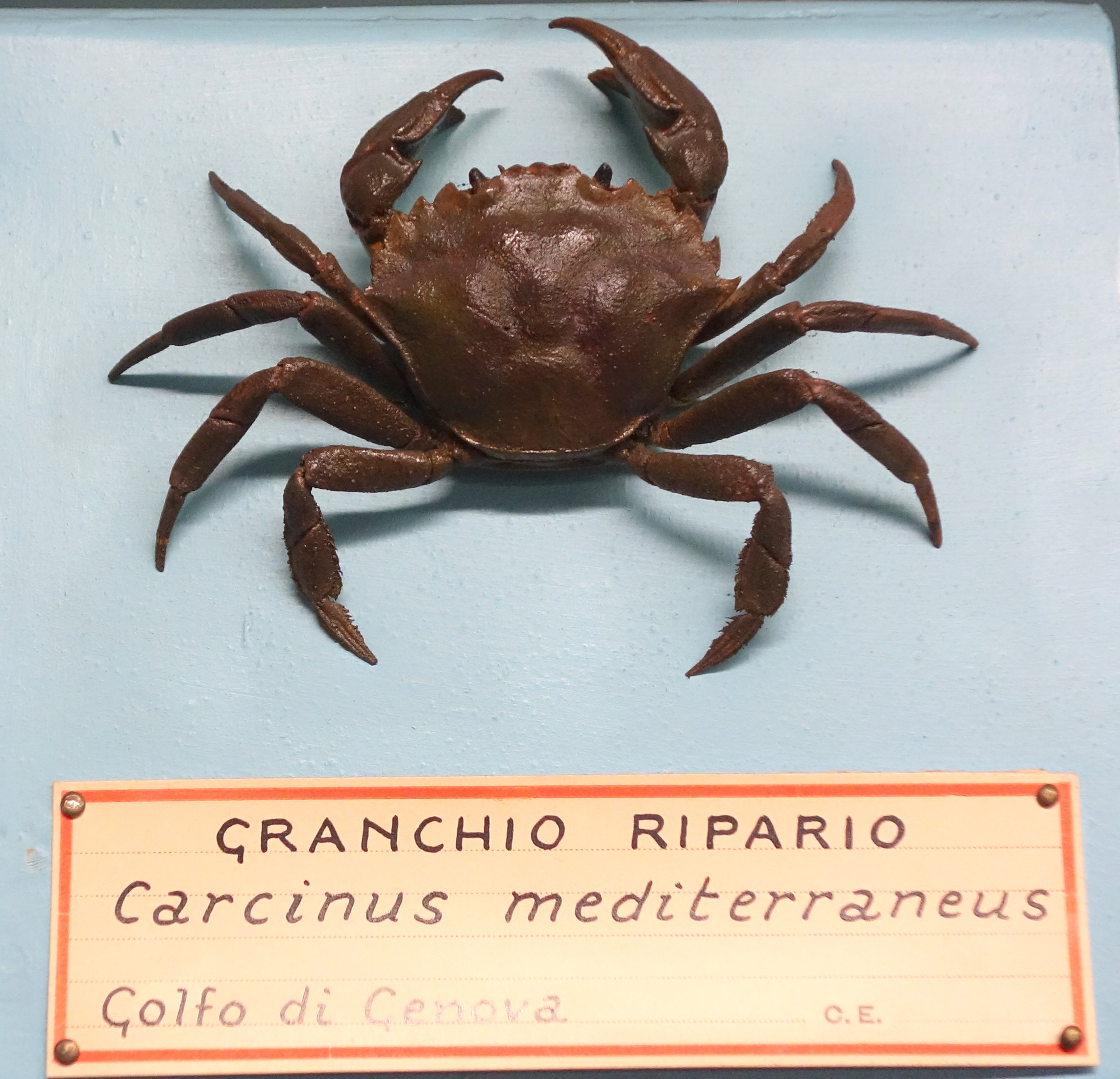
Okaz muzealny

Carcinus aestuarii – gatunek kraba z rodziny Carcinidae.
Gatunek ten opisany został w 1847 G.D. Nardo. Część autorów traktowała go jako podgatunek raczyńca jadalnego (C. meanas), ale wyniki badań molekularnych z użyciem oksydazy cytochromowej wspierają jego status jako odrębnego gatunku.
Do rodzaju Carcinus obok omawianego gatunku należy jeszcze tylko C. meanas. C. aestuarii różni się od niego karapaksem węższym (stosunek szerokości do długości od 1,22 do 1,27) i grubszym (stosunek szerokości do grubości od 2,19 do 2,26), o słabiej zaznaczonych i bardziej płaskich trzech płatach czołowych na krawędzi między kieszonkami ocznymi i wystającej przed oczy części czołowej (rostrum), a w przypadku samców także prostymi, równoległymi i niestykającymi się gonopodiami.
Krab ten występuje naturalnie w Morzu Śródziemnym, Azowskim i Czarnym. Zawleczony został na wybrzeże Japonii, gdzie stanowi gatunek inwazyjny, choć możliwe że populację japońską tworzą hybrydy C. aestuarii i C. meanas. Hybrydy tych dwóch gatunków można  spotkać w rejonie Cieśniny Gibraltarskiej.